# Come On Over Baby (All I Want Is You)
Come On Over Baby (All I Want Is You) is een nummer van de Amerikaanse zangeres Christina Aguilera uit 2000. Het is de vierde en laatste single van haar titelloze debuutalbum.
Op de B-kant staat een Spaanstalige versie van het nummer, getiteld "Ven Conmigo (Solamente Tú)". Het nummer werd een grote hit wereldwijd, met een nummer 1-positie in de Amerikaanse Billboard Hot 100. In de Nederlandse Top 40 haalde het nummer de 6e positie, en in de Vlaamse Ultratop 50 haalde het de 21e positie.